# Dengeki Daisy
Dengeki Daisy (電撃 デイジー Dengeki Daisy?) es una comedia romántica shojo manga de Kyousuke Motomi publicada en Kioto, Japón en la revista Betsucomi, con once volúmenes tankōbon, el último en 24 de enero de 2014. La serie ha sido licenciada para el lanzamiento en América del Norte por Viz Media, con el primer volumen publicado el 6 de julio de 2010.

## Argumento
Cuando el hermano mayor de Teru murió, ella se quedó con una pequeña herencia y un móvil que le permite contactar exclusivamente por correo electrónico a un personaje misterioso que se hace llamar DAISY, de quien el hermano de Teru había dicho que sería "su apoyo cuando él ya no fuera capaz de hacerlo". DAISY efectivamente se convirtió en el apoyo de Teru, a quien ya le envió palabras de aliento a través del teléfono, ya que ella se enfrenta a su vida sola. 
Una tarde, Teru rompe accidentalmente una ventana de la escuela, y como resultado ha de realizar labores para el cruel y malhumorado portero de la escuela Tasuku Kurosaki. La relación entre ambos empiezan a superar a la de "amo y criado" y las burlas mutuas, y ella empieza a cuestionar la verdadera identidad de DAISY. ¿Podría ser Kurosaki su amado DAISY? 
Mientras tanto, Kurosaki se encuentra a sí mismo constantemente atraído por Teru. ¿Conseguirá alcanzarla?

## Personajes

### Personajes principales
Teru Kurebayashi (紅林 照 Kurebayashi Teru?)
Estudiante de 17 años. Teru posee un carácter fuerte, divertida y es una chica amable y con un fuerte sentimiento de defender la justicia, que esta sola desde la muerte de su hermano mayor. Ella hereda algo de dinero y un móvil que su hermano le dio y que la conecta con DAISY, el cual se convierte en su fuente de ánimo y la protege desde lejos, con mensajes de correo electrónico y ocasionalmente, a través de una intervención más activa, aunque sin ser visto. A pesar de no encontrarse con él cara a cara, Teru tiene absoluta confianza en él. 
La historia parte cuando Teru rompe accidentalmente una ventana, tras defender a un amigo,y se ve obligada a convertirse en la "sierva" del portero de la escuela, Kurosaki Tasuku, para pagarla. A medida que el manga avanza, los sentimientos negativos que una vez Teru tenía hacia Kurosaki empiezan a convertirse en algo más romántico. Sin embargo, ella comienza a sospechar que Kurosaki es de hecho DAISY, y que el teléfono que su hermano le dejó, podría ser más de lo que parece.
Respecto al aspecto físico de Teru, encontramos que es una chica de ojos verdes, pelo largo (aunque al inicio del manga solo lo lleva hasta los hombros y vemos como a medida que avanza la historia va creciendo). Destacamos su escasa altura frente a Kurosaki, ya que mide apenas 1.56 cm.
Tasuku Kurosaki (黒崎 祐 Kurosaki Tasuku?)
Con 24 años de edad, Kurosaki es un joven rubio que trabaja como conserje de la escuela de Teru. Kurosaki se muestra a menudo fumando su marca favorita Philip Morris, bebiendo y tomando una actitud burlona hacia Teru. A pesar de su actitud desagradable, se preocupa profundamente por Teru, actuando hacia ella con amabilidad genuina y es muy protector con ella. 
Teru en un principio no sabe con seguridad si Kurosaki es DAISY, un pirata informático que trabajó con su hermano, Souichirou, y al cual le ha confiado el cuidado de ella. 
Es descrito por los amigos de Teru como muy atractivo, aunque este no suele mostrar sus emociones. Muy a su pesar, a menudo sus amigos bromean describiéndolo como un lolicón y pervertido y que entre sus compañeros más cercanos están de acuerdo en pensar que tiene fuertes sentimientos románticos por Teru. Kurosaki ha convertido en su misión el atender a Teru a petición de su amigo moribundo, Souichirou, aunque recientemente ha optado por protegerla directamente y no solo con su alter ego. A pesar de sus fuertes sentimientos por ella, Kurosaki no cree tener derecho a amar a Teru dado que considera que "llevó a su hermano a la muerte". A lo largo del manga se debate entre sus sentimientos hacia ella y sus propios recuerdos contradictorios con respecto a su pasado complicado como un hacker.

### Personajes secundarios
"Maestro" Masuda (増 田 "Maestro" Masuda?)
Es el encargado de Ohanabatake, una casa de té al estilo occidental, que a menudo es visto llevando un pañuelo y delantal. Tanto Kurosaki como Riko y otros personajes se refieren a él como "maestro". A pesar de su actitud cordial y tendencia a burlarse de Kurosaki sobre su relación con Teru, el Maestro puede ser sorprendentemente aterrador. Él es plenamente consciente de las actividades de Kurosaki como DAISY y ha velado por Kurosaki, incluso antes de que cualquiera de ellos conocieran a Souchirou Kurebayashi.
Riko Onizuka (鬼塚 理子 Onizuka Riko?)
Era un miembro del equipo de diseño que llevó el hermano de Teru, así como la novia de este. Como resultado, ella se refiere a Teru como joven hermana y ellas viven juntas como compañeras de casa y vecinas de Kurosaki. Riko es amiga de Kurosaki y, a menudo actúa sutilmente como su consejera en su situación con Teru, con frecuencia burlándose de él o actuando violentamente contra Kurosaki si piensa que él ha actuado de manera inapropiada a Teru. Ella es también consejera en la escuela secundaria de Teru. Tiene 30 años.
Kiyoshi Hasegawa (长谷川 清 Hasegawa Kiyoshi?)
El mejor amigo de Teru y compañero de clase. Trató de averiguar más acerca de por qué Teru quedó tan empobrecida después de la muerte de su hermano, a pesar de la reputación de Souichirou como un brillante ingeniero. Sin embargo, terminó por poner en peligro a sí mismo y a Teru, hasta que es salvado por Kurosaki. Un chico inteligente y discreto, el Maestro le revela la verdadera identidad de Kiyoshi como un gesto de confianza. Posteriormente, Kurosaki emplea a Kiyoshi como su segundo "siervo" y otro par de ojos para proteger a Teru, aunque Kiyoshi no duda en burlarse de afecto que tiene Kurosaki hacia Teru.
Kazumasa Andou  (安藤 数 正 Andō Kazumasa?)
Director de la escuela secundaria de Teru y donde trabaja Kurosaki. Andou es un excolega de DAISY y del hermano de Teru. Al principio aparece como el portero sustituto de Kurosaki. Mientras que él aparece como un personaje cómico que se muestra a menudo en lugares extraños, como los pequeños oscuros respiraderos y los botes de basura, y disfruta de ser golpeado; Andou es serio cada vez que surgen cuestiones relativas a DAISY y actúa como el líder del grupo durante las investigaciones. Su apodo, Andy, se lo dio Souichirou.

### Otros personajes
Akira (アキラ)
Un chico misterioso, que tiene un asombroso parecido con el hermano mayor de Teru, Souchirou. Utiliza una sudadera con capucha para ocultar su apariencia y que frecuentemente lleva un yoyo. Tiene un comportamiento irregular y suele ser despiadado, a pesar de estar conectado afectuosamente con Chiharu Mori, quien trabaja como cómplice de este. A lo largo del manga se demuestra que es un hacker súper dotado, constantemente recibe un tratamiento especial debido a su estado emocional. Culpa a Kurosaki de cosas desconocidas en su pasado. Más tarde se revela que es nieto del profesor Mirodikawa. 
Chiharu Mori (森 千春 Mori Chiharu)
Enferma de la escuela, al ser descubierta su identidad, desaparece de la escuela. Es culpable de diversos ataques a Teru y Kurosaki, para obtener el Jack Frost un virus creado por Kurosaki tiempo atrás. 
Kuwagata
De Origen desconocido, hasta ahora está relacionado con la activación del virus Jack Frost. Cómplice de Chiharu y Akira

## Manga
La serie está escrita e ilustrada por Kyousuke Motomi y es publicada por Shogakukan en el mensual shōjo manga magazine Betsucomi. Los capítulos han sido recopilados en 11 volúmenes tankōbon volúmenes publicados hasta abril de 2011; siendo el primero lanzado el 26 de octubre de 2007, y el undécimo y por ahora último el 26 de abril de 2011.

## Recepción
La serie fue votada como el mejor nuevo manga shojo de 2010 por los fanes estadounidenses en los Premios "About.com Manga Readers Choice Awards."